# Salomonöarna i olympiska sommarspelen 2020
Salomonöarna deltog med en trupp på tre idrottare vid de olympiska sommarspelen 2020 i Tokyo som hölls mellan den 23 juli och 8 augusti 2021 efter att ha blivit framflyttad ett år på grund av coronaviruspandemin. Det var 10:e raka sommar-OS som Salomonöarna deltog vid. Ingen av landets deltagare erövrade någon medalj.

## Friidrott
Förkortningar
- Notera– Placeringar avser endast det specifika heatet.
- Q = Tog sig vidare till nästa omgång
- q = Tog sig vidare till nästa omgång som den snabbaste förloraren eller, i teknikgrenarna, genom placering utan att nå kvalgränsen
- i.u. = Omgången fanns inte i grenen
- Bye = Idrottaren behövde inte tävla i omgången

Gång- och löpgrenar
| Idrottare      | Gren             | Final        | Final     |
| Idrottare      | Gren             | Resultat     | Placering |
| -------------- | ---------------- | ------------ | --------- |
| Sharon Firisua | Damernas maraton | 3.02,10 0NR0 | 72        |

## Simning
| Simmare   | Gren                   | Heat    | Heat      | Semifinal        | Semifinal        | Final            | Final            |
| Simmare   | Gren                   | Tid     | Placering | Tid              | Placering        | Tid              | Placering        |
| --------- | ---------------------- | ------- | --------- | ---------------- | ---------------- | ---------------- | ---------------- |
| Edgar Iro | Herrarnas 100 m frisim | 1.00,13 | 70        | Gick inte vidare | Gick inte vidare | Gick inte vidare | Gick inte vidare |

## Tyngdlyftning
| Idrottare      | Gren            | Ryck     | Ryck      | Stöt     | Stöt      | Totalt | Placering |
| Idrottare      | Gren            | Resultat | Placering | Resultat | Placering | Totalt | Placering |
| -------------- | --------------- | -------- | --------- | -------- | --------- | ------ | --------- |
| Mary Kini Lifu | Damernas –55 kg | 67       | 14        | 87       | 14        | 154    | 14        |